# Телефонний план нумерації Чехії
Після розпаду Чехословаччини в 1993 році держави-правонаступниці, Чехія та Словаччина, продовжували використовувати код країни 42 до 28 лютого 1997 року, після чого Чехія перейшла на код 420, а Словаччина — на 421.
22 вересня 2002 року Чехія прийняла закритий план нумерації з дев'ятизначними номерами, що використовуються для місцевих і національних дзвінків, і відкинувши префікс для внутрішніх дзвінків 0.
До внесення змін дзвінки до Брно здійснювалися за наступною схемою:
```
Місцевий дзвінок: 
xx xx xx xx

Національний дзвінок: 
05/xx xx xx xx

Міжнародний дзвінок: 
+420 5 xx xx xx xx
```

Після зміни порядок набору для дзвінків у Брно був таким:
```
У Чехії: 
5xx xxx xxx

За межами Чехії: 
+420 5xx xxx xxx
```

У випадку мобільних номерів, які потрібно було набирати повністю, єдиною зміною було те, що 0 більше не використовувався:
```
У Чехії: 
602 xxx xxx
 
За межами Чехії: 
+420 602 xxx xxx
```

## Екстрені виклики (завжди безкоштовні)
- Загальна екстрена служба: 112
- Швидка допомога: 155
- Поліція: 158
- Пожежна команда: 150
- Муніципальна поліція: 156

Інші екстрені номери:
- Терміновий витік газу: 1239
- Аварійна дорожня служба (ABA): 1240
- Аварійна дорожня служба (UAMK): 1230

## Сервісні номери
O2 пропонує кілька інформаційних послуг по телефону за окрему плату. Зауважте, що багато послуг пропонуються лише чеською мовою:
- Інформаційна лінія (Чеський номерний довідник): 1180
- Інформаційна лінія (довідник іноземних номерів): 1181
- Оператор для змінених номерів (перенумерація): 141 11
- Інформація про якість повітря: 141 10
- Точний час: 141 12
- Погода: 141 16
- Медична довідка: 141 20
- Оператор міжнародних дзвінків: 133 003

## Префікси
Перші 1-3 цифри (після +420) телефонного номера вказують на місцезнаходження або мережу. Для мобільних телефонів, оскільки існує можливість перенесення номера, код мобільного телефону вказує лише на початкового оператора. Наприклад, коли людина телефонує на номер, який починається з 73 (T-Mobile), але був перенесений до іншого оператора, перед гудком лунає коротке голосове повідомлення чеською та англійською мовами про те, що «ви телефонуєте з мережі T-Mobile». Це голосове повідомлення можна вимкнути.

### Географічні коди
| телефонні коди | область                  | колишні кодекси       |
| -------------- | ------------------------ | --------------------- |
| 2              | Прага                    | 02                    |
| 31, 32         | Середньочеський край     |                       |
| 35             | Карловарський край       | 017 Карлові Вари      |
| 37             | Пльзеньський край        | 019 Пльзень           |
| 38, 39         | Південночеський край     | 038 Чеські Будейовиці |
| 41, 47         | Устецький край           | 047 Усті-над-Лабем    |
| 46             | Пардубіцький край        | 040 Пардубиці         |
| 48             | Ліберецький край         | 048 Ліберець          |
| 49             | Краловоградецький край   | 049 Градець-Кралове   |
| 51, 53, 54     | Південноморавський край  | 05 Брно               |
| 55, 59         | Моравсько-Сілезький край | 069 Острава           |
| 56             | Край Височина            | 066 Їглава            |
| 57             | Злінський край           | 067 Злін              |
| 58             | Оломоуцький край         | 068 Оломоуц           |

### Мобільні мережі
```
 
601 ххх ххх

 
602 xxx xxx

 
603 xxx xxx

 
604 ххх ххх

 
605 ххх ххх

 
606 ххх ххх

 
607 xxx xxx

 
608 xxx xxx

 
702 xxx xxx

 
703 xxx xxx

 
704 xxx xxx

 
705 ххх ххх

 
72x xxx xxx

 
730 ххх ххх

 
731 ххх ххх

 
732 ххх ххх

 
733 ххх ххх

 
734 xxx xxx

 
735 ххх ххх

 
736 xxx xxx

 
737 xxx xxx

 
738 xxx xxx

 
739 xxx xxx

 
770 ххх ххх

 
771 ххх ххх

 
772 ххх ххх

 
773 ххх ххх

 
774 ххх ххх

 
775 ххх ххх

 
776 ххх ххх

 
778 xxx xxx

 
779 xxx xxx

 
790 ххх ххх

 
791 ххх ххх

 
792 xxx xxx

 
793 ххх ххх

 
794 ххх ххх

 
797 ххх ххх

 
799 ххх ххх
```

- 601 — O2 Чехія (раніше NMT, номери було перенесено на GSM у 2006 році; також використовувався як частина входу PPP під час набору номера в мережі CDMA) (раніше називався EuroTel)
- 602 — O2 Чехія (система GSM)
- 603 — T-Mobile (попередня назва Paegas/RadioMobil)
- 604 — T-Mobile
- 605 — T-Mobile
- 606 — O2 Чехія
- 607 — O2 Чехія
- 608 — Vodafone Чеська Республіка (попередня назва Oskar)
- 70 — (колишня лінійка Bleskmobil)
- 72 — O2 Чехія
- 73 — T-Mobile
- 77 — Vodafone Чехія
- 790 — U: Fon (Мобілком)
- 910 — VoIP негеографічні мережі

### Негеографічні мережі
910 — VoIP

### Інституційні мережі
Ці префікси належать до таких мереж:
- 9522 — Všeobecná zdravotní pojišťovna, контрольована державою медична страхова компанія
- 9555 — Банк « Komerční banka (KB)», частина міжнародної групи Société Générale (SG), раніше контрольована державою компанія
- 9567 — Bank « Česká spořitelna (ČS)», частина Erste Bank Group, колишня державна компанія
- 972 — Чеські залізниці та залізнична адміністрація
- 973 — Міністерство оборони Чехії та Армія Чеської Республіки
- 974 — Міністерство внутрішніх справ Чехії

### Коди зі спеціальною ціною
- 800 — Zelená linka («Зелена лінія») — безкоштовний (800 00 — Home Country Direct)
- 844 (також 81, 83, 843, 845, 846, 855) — Modrá linka (Синя лінія) — тариф на місцеві дзвінки з усіх стаціонарних телефонів Чехії
- 840 (також 841, 842, 847, 848, 849) — Біла лінія (Bílá linka) — тариф на національні дзвінки з усіх стаціонарних телефонів Чехії
- 90 — преміальний тариф
- 971 — комутований доступ до Інтернету
- 976 xx — комутований доступ до Інтернету преміум-класу (ціна xx CZK за хвилину)